# Love by the Light of the Moon
Love by the Light of the Moon je americký němý film z roku 1901. Režisérem je Edwin S. Porter (1870–1941). Film trvá zhruba jednu minutu a premiéru měl 23. března 1901.

## Děj
Dva milenci se při prohlížení noční oblohy obejmou, čímž se na ně měsíc usměje. Poté si dají krátký polibek, což udělá obličej měsíce ještě veselejším. Oba si potom jdou sednout na lavičku. Jelikož jsou vůči němu zády, měsíc se zamračí, ale zpovzdálí je dál sleduje. Když se pak pár začne líbat, měsíc se rozhodne k nim přiblížit, aby všechno lépe viděl. Když ho žena zpozoruje tak blízko nich, vyvede ji to do takové míry, že omdlí do náruče svého partnera, který se ji následně snaží kloboukem klimatizovat, aby se jí vrátilo vědomí.